# Justin Juuko
Justin Juuko (ur. 26 grudnia 1972 w Masace) – ugandyjski bokser kategorii super piórkowej.

## Kategoria super piórkowa
Na zawodowym ringu zadebiutował 18 marca 1991 roku w USA. Pokonał przez poddanie w 3 rundzie lokalnego boksera Gilberto Diaza. Do sierpnia 1995 roku, stoczył jeszcze 23 pojedynki z mniej znanymi rywalami, z których jeden przegrał, jeden zremisował oraz 23 wygrał z czego 17 przed czasem.

## Droga do mistrzostwa świata
30 września 1995 roku zdobył pas wspólnoty brytyjskiej, pokonując na punkty Kanadyjczyka Tony'ego Pepa. Pas obronił jeszcze 3krotnie, najpierw jego ofiarą padł Jackie Gunguluza a następnie Gary Thornhill oraz David Ouma. Do końca 1998 roku pokonał jeszcze 5 rywali, broniąc tytułu WBC International oraz zdobywając WBC FECARBOX.

## Walki o mistrzostwo świata
20 lutego 1999 roku zmierzył się z Meksykaninem Antonio Hernandezem, a stawką walki było tymczasowe mistrzostwo świata WBA. Juuko dominował w pojedynku, zwyciężając na kartach punktowych, jednak w 11 rundzie Hernandez pokonał go przez Techniczny nokaut.
22 maja 1999 roku otrzymał kolejną szansę, jego przeciwnikiem był Floyd Mayweather Jr., a stawką pas WBC, którego Amerykanin bronił po raz trzeci. Mayweather w 9 rundzie posłał Juuko na deski prawym prostym, po którym Juuko dał się wyliczyć, przegrywając przez TKO. Statystyki z walki pokazały, że to Juuko był aktywniejszy, ale Mayweather celniejszy. Juuko w całej walce zadał 488 ciosy, z czego trafił 147 razy. Mayweather zadał 385 przy 209 trafieniach.
17 czerwca 2000 roku zmierzył się z niepokonanym Diego Corralesem, o mało prestiżowy pas IBA. Po emocjonującym i bardzo wyrównanym pojedynku, Corrales znokautował Juuko w 10 rundzie ciosem na korpus i sędzia bez liczenia przerwał pojedynek.

## Schyłek kariery
Mimo iż w następnym pojedynku zdobył pas NABF, nokautując Ramireza było już tylko gorzej. W kolejnych 4 pojedynkach, zwyciężył tylko raz. Najpierw w 1 obronie pasa, pokonał go Ernesto Zepeda a następnie Carlos Hernandez i Miguel Cotto.
W latach 2003–2012 stoczył jeszcze 12 pojedynków, z czego 8 wygrał i 4 przegrał. Były to jednak pojedynki z lokalnymi rywalami w Ugandzie, albo na wyjazdach o nic nie znaczące tytuły.